# Висячие мосты Подмосковья
В списке указаны пешеходные мосты с подвесной конструкцией, находящиеся в Московской области.
| Название              | Период эксплуатации | Расположение                                                                                                 | Примечание |
| --------------------- | ------------------- | --- | --- |
| Мост у села Каринское |                     | Располагается у села Каринское в Одинцовском округе и соединяет его с деревней Аниково.                      | В сети «Интернет» разошёлся миф, что этот мост является самым длинным навесным мостом в Московской области. Несмотря на довольно большую длину (90 м.), официального подтверждения этому нет. Конструкция находится в ветхом состоянии, однако это не мешает привлекать к объекту туристов и работников киноиндустрии. |
| Мост в Игумново       |                     | Располагается в деревне Лемешево Подольского городского округа, обеспечивая проход к посёлку Дубровицы.      | Мост нельзя назвать эстетичным, однако, будучи сделанным из металлических плит, он является довольно прочным. |
| Мост в Лемешево       |                     | Располагается в Можайском городском округе, соединяя деревни Игумново и Тетерино.                            | До 2015 года находился в аварийном состоянии. К настоящему моменту были проведены ремонтные работы. |
| Мост на Марс          | 60-е годы XX века   | Располагается в Рузском городском округе в деревне Марково и ведёт в деревню Марс.                           | Мост построил местный житель Юрий Соколов. Деревянная конструкция служит жителям для перехода через реку Москву к автобусной остановке, находящейся на автодороге Звенигород — Колюбакино — Нестерово. |
| Мост в Тучково        |                     | Располагается в Рузском городском округе в посёлке Тучково, соединяя его с деревней Игнатово.                | Длина конструкции составляет 55 метров. |
| Мост в Холдеево       |                     | Располагается в Можайском городском округе и связывает деревни Холдеево и Большое Тесово.                    | На мосте, кроме тонкой железной стяжки с одной стороны, нет никаких опорных конструкций. |
| Рузский мост          |                     | Располагается в селе Васильевское Рузском городском округе, соединяя Рузский и Одинцовский городские округа. | |